# Dubiecko
Dubiecko [duˈbjɛt͡skɔ] (tiếng Yid: דיבעצק Dubetzk) là một ngôi làng ởPrzemyśl, Subcarpathian Voivodeship, ở phía đông nam Ba Lan. Đó là khu hành chính của Gmina Dubiecko. Nó nằm cách khoảng 28 kilômét (17 mi) về phía tây của Przemyśl và 36 km (22 mi) về phía đông nam của thủ phủ khu vực Rzeszów.
Ngôi làng có dân số 1.150 người.

## Lịch sử
Là kết quả của sự phân chia đầu tiên của Ba Lan (Hiệp ước St-Petersburg ngày 5 tháng 7 năm 1772, khu vực Galicia được quy cho chế độ quân chủ Habsburg. DUBIECKO là một ngôi làng ở Przemyśl (Bezirkshauptmannschaft)  ở Galicia Áo.
Để biết thêm thông tin chi tiết, xem bài viết Vương quốc Galicia và Lodomeria. 

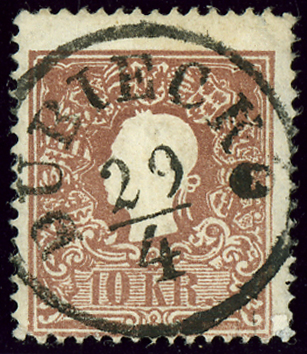
Tem KK Áo 1859 đã hủy DUBIECKO

## Lịch sử Do Thái
Trong Thế chiến I, năm 1915, thị trấn đã bị Nga chiếm giữ, trong suốt lễ hội Rosh Hashana (lễ mừng năm mới của người Do Thái). Một số người Do Thái đã bị giết trong cơn thịnh nộ đó. Năm 1918, nông dân địa phương đã tấn công người Do Thái và lấy đồ đạc, tài sản của người Do Thái.
Thị trấn có khoảng 1000 người Do Thái, hầu hết trong số họ là Hassidic (cực kỳ chính thống) và một số người theo đạo Zion.
Vào ngày 17 tháng 9 năm 1939, (Vào ngày 'Gedalya' của người Do Thái), lính Đức đã vào Dubiecko, hai ngày sau cuộc tàn sát của người Do Thái ở Dynow vào ngày thứ hai của lễ Rosh Hashana (ngày 15 tháng 9 năm 1939). Họ bắt và giết 11 người Do Thái, đốt cháy các giáo đường và đánh đập những người đàn ông cố gắng cứu các cuộn sách thần thánh, bao gồm cả những giáo sĩ.
Một tuần sau (đêm trước lễ hội Succoth), vào ngày 27 tháng 9, những người Do Thái còn lại được lệnh tập hợp tại quảng trường thị trấn. Từ đó, họ đã diễu hành qua biên giới và sông San, trong khi bị đánh đập tàn bạo, đến lãnh thổ Liên Xô. Một số người chết đuối trong quá trình vượt biển. Nông dân ở hai bên bờ sông đã cướp của người Do Thái bất cứ tài sản nhỏ nào họ có. Một số người chết ở Przemyśl và những người khác ở Lvov. Nhiều người đã chết trên đường đi. Rebbe (nhà lãnh đạo Do Thái trẻ tuổi) của thị trấn đã chết cùng vợ tại Przemyśl, sau khi trở về từ Jerusalem đến Ba Lan ngay trước chiến tranh. Hầu hết những người Do Thái còn lại đã chết sau Chiến dịch Barbarossa vào tháng 6 năm 1941, gần hai năm sau đó.